# Radoslav Antl
Radoslav Antl, slovaški rokometaš, * 2. marec 1978.
Z slovaško rokometno reprezentanco se je udeležil svetovnega prvenstva v rokometu leta 2011.